# Gaylussacia ciliosa
Gaylussacia ciliosa är en ljungväxtart som beskrevs av Meissn. Gaylussacia ciliosa ingår i släktet Gaylussacia och familjen ljungväxter. Inga underarter finns listade i Catalogue of Life.